# August 2005
Portal Geschichte | Portal Biografien | Aktuelle Ereignisse | Jahreskalender | Tagesartikel

◄ |
20. Jahrhundert |
21. Jahrhundert

◄ |
1970er |
1980er |
1990er |
2000er
| 2010er | 2020er | 2030er | ►

◄ |
2001 |
2002 |
2003 |
2004 |
2005
| 2006 | 2007 | 2008 | 2009 | ►

◄ |
Mai 2005 |
Juni 2005 |
Juli 2005 |
August 2005 |
September 2005 |
Oktober 2005 |
November 2005 |
►
Dieser Artikel behandelt tagesbezogene Nachrichten und Ereignisse im August 2005.

## Tagesgeschehen

### Montag, 1. August 2005
- Brieskow-Finkenheerd/Deutschland: Eine Mutter aus dem brandenburgischen Brieskow-Finkenheerd soll neun Kinder nach der Geburt im Zeitraum zwischen 1988 und heute getötet haben. Dies ist laut mehreren Nachrichtenagenturen der schwerste Fall der Kindestötung in der Geschichte der Republik. Die Säuglingsleichen fand ein Spaziergänger auf einem Grundstück in der Nähe des Ortes.[1]
- Brüssel/Belgien: Seit heute gilt ein EU-weites Verbot von Werbung für Tabakerzeugnisse in Massenmedien wie Printmedien, Hörfunk oder Internet sowie bei Sportveranstaltungen wie beispielsweise in der Rennserie Formel 1. In vielen Ländern, darunter Deutschland, wurden die Regelungen noch nicht in nationales Recht umgesetzt und Tabakwerbung ist bis auf Weiteres zulässig.[2]
- Hamburg/Deutschland: Am frühen Morgen legt das größte Passagierschiff der Welt Queen Mary 2 in der HafenCity an. Es ist ihr zweiter Aufenthalt in der Stadt. Die Deutsche Post AG würdigt das Ereignis mit einem Sonderstempel.[3]
- Karlsruhe/Deutschland: Der Bündnis-90/Die Grünen-Politiker und Bundestagsabgeordnete Werner Schulz reichte heute Klage gegen den Bundespräsidenten wegen der geplanten Neuwahlen ein. Er geht damit einen Schritt, den am 29. Juli die SPD-Bundestagsabgeordnete Jelena Hoffmann bereits gegangen ist.
- Khartum/Sudan: Nach dem Tod des Vizepräsidenten und früheren Rebellenführers John Garang kommt es zu blutigen Zusammenstößen in der Hauptstadt Khartum. Zuvor war sein Tod bei einem Hubschrauberabsturz beim Rückflug von einem Treffen in Uganda am Samstag bekanntgegeben worden.
- Riad/Saudi-Arabien: König Fahd ibn Abd al-Aziz aus der Dynastie der Saud stirbt nach 23 Amtsjahren an den Folgen einer Lungenerkrankung. Sein Halbbruder Abdullah, der seit 1995 den gesundheitlich geschwächten König bei der Regierungsführung unterstützte, wird offiziell zum neuen Staatsoberhaupt ernannt.[4]
- Washington, D.C./Vereinigte Staaten: US-Präsident George W. Bush nutzt die Senatspause zur Ernennung von John R. Bolton zum neuen UN-Botschafter der USA, die Nominierung war zuvor vom Kongress kritisiert worden.

### Dienstag, 2. August 2005
- Istanbul/Türkei: Bei der Explosion zweier Bomben im türkischen Urlaubsort Antalya sind nach Polizeiangaben sechs Menschen verletzt worden. Die Bomben explodierten in Papierkörben im Zentrum der Stadt.
- Mumbai/Indien: Bis zu tausend Menschen ertranken oder kamen möglicherweise durch andere damit zusammenhängende Unfälle (Stromschläge, Erdrutsche) in der indischen Großstadt Mumbai (früherer Name: Bombay) und im Bundesstaat Maharashtra ums Leben, befürchten die indischen Behörden. Die wirtschaftlichen Schäden, die durch die starken Regenfälle und dadurch bedingten Überflutungen in der Region Mumbai entstanden sind, werden auf bis zu 30 Milliarden Rupien (ca. 526 Millionen Euro) beziffert.[5]
- Toronto/Kanada: In Toronto ist eine Air-France Maschine vom Typ Airbus A340 bei der Landung über die Landebahn hinausgeschossen und in Flammen aufgegangen. Unter den 298 Passagieren und 12 Besatzungsmitgliedern gibt es laut Air France keine Toten und 42 meist nur Leichtverletzte. Experten sprechen von einem der größten Wunder der Luftfahrtgeschichte (Wunder von Toronto).

### Mittwoch, 3. August 2005

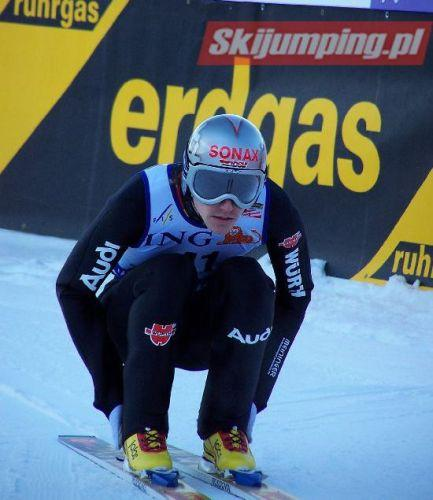
Sven Hannawald

- Deutschland: Der Skispringer Sven Hannawald erklärt seine Karriere per Pressemitteilung für beendet. Nach erfolgreicher Behandlung des Burnout-Syndroms möchte er sich nicht mehr den „Belastungen des Profi-Sports“ aussetzen.
- Essen/Deutschland: Die Karstadt Quelle AG gibt den Verkauf von einigen Unternehmen und von 74 Warenhäusern bekannt.
- Herzogenaurach/Deutschland: Der Sportartikelhersteller Adidas-Salomon gibt bekannt, dass das Unternehmen den US-amerikanischen Konkurrenten Reebok gekauft hat. Adidas rückt damit dichter zum derzeitigen Weltmarktführer Nike auf. Den Kaufpreis gibt der Konzern mit 3,1 Milliarden Euro an.
- Niamey/Niger: Die Hungerkatastrophe in Niger wird immer bedrohlicher. Nach Angaben der internationalen Hilfsorganisation Care sind immer mehr Menschen von der Krise betroffen. Zahlreiche Bauern haben damit begonnen, das Saatgut aufzuessen, weil sie nichts anderes zu essen finden. Die physische Lage der überwiegend von Landwirtschaft lebenden Menschen lässt Befürchtungen wachsen, dass sie zur Erntezeit nicht mehr in der Lage sein werden, ihre Arbeit zu machen.
- Nouakchott/Mauretanien: Einheiten der Armee fahren in Mauretaniens Hauptstadt Nouakchott auf, blockieren die Zufahrt zum Präsidentenpalast und unterbinden Radio- und Fernsehausstrahlungen. Eine Gruppe von Militärs erklärte den Sturz von Präsident Maaouya Ould Sid’Ahmed Taya.[6]
- Toronto/Kanada: Beim Abflug von Paris hatte der am Flughafen in Toronto verunglückte Air-France-Airbus keine technischen Probleme. Die Maschine sei zuletzt am 5. Juli kontrolliert worden, sagte Air-France-Chef Jean-Cyril Spinetta am Pariser Flughafen Roissy Charles de Gaulle. Der Airbus war nach der Landung in Toronto bei einem Gewitter von der Piste abgekommen, in eine Senke gestürzt und zerbrochen. Alle 310 Insassen konnten gerettet werden. Kurz nach der Evakuierung über die Notrutschen explodierte die Maschine und brannte aus.

### Freitag, 5. August 2005
- Berlin/Deutschland: Die Axel Springer AG kündigt die Übernahme der Gruppe ProSiebenSat.1 Media an.
- Jerusalem/Israel: Nach den Todesschüssen eines israelischen Soldaten auf vier Araber hat die israelische Polizei ihre Präsenz verstärkt. Hunderte Sicherheitskräfte bewachten am Freitag die Straßen im Norden Israels und die Plätze vor den Moscheen in der Jerusalemer Altstadt. Die Polizei rechnete nach dem Freitagsgebet mit Kundgebungen aufgebrachter Muslime. Die arabische Bevölkerung Israels trat aus Protest gegen den Vorfall vom Donnerstag in einen Generalstreik. (Nach AFP-Meldungen)

### Samstag, 6. August 2005
- Helsinki/Finnland: In Helsinki beginnen die 10. Leichtathletik-Weltmeisterschaften.
- München/Deutschland: Ein offenbar Geisteskranker läuft in einem Münchener Bus Amok und sticht dabei mit einem Messer auf acht Personen ein, von denen drei in Lebensgefahr schweben. Weiterhin verletzt er an einer Bushaltestelle zwei weitere Menschen. Bei seiner Vernehmung durch die Polizei macht der stark alkoholisierte Mann einen sehr verwirrten Eindruck; so spricht er zum Beispiel von „Heiligen“, die sein Verhalten beeinflussen würden.
- Palermo/Italien: Ein Flugzeug des Typs ATR 72 der Tuninter (Chartertochter der Tunisair) stürzt nach einer missglückten Notlandung vor Palermo (Sizilien) ins Meer. An Bord der Maschine befanden sich offenbar 39 Personen (35 Passagiere, 4 Crewmitglieder), 14 Menschen kamen ums Leben.
- Petropawlowsk-Kamtschatski/Russland: Die 7-köpfige Besatzung des vor der Küste Kamtschatkas havarierten russischen Pris-U-Boots „AS-28“ soll mit internationaler Hilfe gerettet werden. Das Boot hatte sich am Donnerstag in einer Tiefe von 190 m in einem Sonarantennensystem verfangen.

### Sonntag, 7. August 2005
- Caracas/Venezuela: Die 16. Weltfestspiele der Jugend und Studenten des sozialistischen Weltbunds der Demokratischen Jugend werden eröffnet. Die Veranstaltung findet zum ersten Mal in Südamerika statt.[7]
- Jerusalem/Israel: Das Kabinett um Ministerpräsident Ariel Scharon stimmt der ersten Phase des Abzuges israelischer Siedler aus dem Gaza-Streifen mit deutlicher Mehrheit zu. Aus Protest gegen diese Entscheidung erklärt Finanzminister Benjamin Netanjahu seinen Rücktritt.
- Kamtschatka/Russland: Die siebenköpfige Besatzung des vor der Küste Kamtschatkas havarierten russischen Pris-U-Boots „AS-28“ wird gerettet. Der britische Spezialroboter Scorpion durchtrennte das Stahlseil, welches sich im Antrieb des U-Boots verfangen hatte. Daraufhin trieb die AS-28 von selbst zur Wasseroberfläche.

### Montag, 8. August 2005
- Berlin/Deutschland: Bei einem Brand in einem überwiegend von Ausländern bewohnten Mehrfamilienhaus im Stadtteil Berlin-Moabit kamen acht Menschen ums Leben. Nach Angaben der Feuerwehr hätten möglicherweise alle Hausbewohner überleben können, wenn sie den Anweisungen der Feuerwehrleute, in den Wohnungen zu bleiben, gefolgt und nicht ins brennende Treppenhaus in den sicheren Tod geflüchtet wären. Es habe jedoch mit den arabischstämmigen Bewohnern Verständigungsschwierigkeiten gegeben. 43 Hausbewohner mussten mit leichteren Rauchgasvergiftungen vor Ort von Notärzten behandelt werden, 8 weitere überwiegend schwerverletzte Menschen wurden ins Krankenhaus gebracht. Nach ersten Ermittlungen angesichts eines verkohlten Kinderwagens ging die Polizei von Brandstiftung aus. In Anbetracht der hohen Opferzahl sieht die Feuerwehr die Ereignisse in der Ufnaustraße 8 als zweitschwerste Brandkatastrophe in Berlin nach dem Zweiten Weltkrieg an.[8]
- Cape Canaveral/Vereinigte Staaten: Die Landung der Raumfähre Discovery (STS-114) wird wegen schlechter Wetterverhältnisse zunächst um 90 Minuten und schließlich auf Dienstag, den 9. August, verschoben.
- China: Bei zwei Grubenunglücken in Südchina sind wahrscheinlich 116 Bergleute ums Leben gekommen. Ein Grubenunglück ereignete sich in der Provinz Guandong, bei dem 102 Bergarbeiter durch einen Wassereinbruch verschüttet wurden. Ein weiteres Grubenunglück passierte in der Provinz Guizhou. Hier kamen 14 Bergarbeiter durch eine Gasexplosion ums Leben.
- Kairo/Ägypten: Die ägyptische Wahlkommission hat zehn Kandidaten zur Präsidentenwahl am 7. September zugelassen. 20 Bewerber wurden laut Wahlkommission nicht zur Wahl zugelassen. Muhammad Husni Mubarak, seit 1981 Staatspräsident von Ägypten, strebt eine fünfte Amtszeit an. Der 77-jährige Mubarak ist Nachfolger des ermordeten Anwar as-Sadat. Eine Verfassungsergänzung, die im Mai 2005 per Referendum angenommen wurde, erlaubt zum ersten Mal eine Präsidentenwahl mit mehreren Kandidaten.[9]
- London/Vereinigtes Königreich: Der Herrentennis-Verband ATP sperrt den argentinischen Tennis-Profi Guillermo Cañas wegen erwiesenen Dopings bis 2007. Der Spieler konnte anhand der übermäßigen Einnahme wasserabführender Mittel überführt werden, die in der Regel zur Verhinderung des Nachweises von Anabolika eingenommen werden. Er ist bereits der vierte Tennisspieler seines Landes, der des Missbrauchs von Medikamenten überführt wurde. Zuvor waren Guillermo Coria, Mariano Puerta und Juan Ignacio Chela auffällig geworden.[10]

### Dienstag, 9. August 2005
- Cape Canaveral/Vereinigte Staaten: Die Landung der Discovery (STS-114) musste nach Kalifornien verlegt werden. Grund: Die Wolken über Cape Canaveral ließen dort keine Landung zu. Die Raumfähre landete sicher, wie vorgesehen, um 14:11 Uhr (MESZ).
- Genua/Italien: Nach dem Zwangsabstieg des FC Genua in die 3. Liga verwüsten frustrierte „Fans“ auch am Dienstagmorgen die Innenstadt und den Bahnhof der Stadt. Nur unter entschiedenem Polizeieinsatz können rund 2.000 Hooligans aus der Innenstadt gedrängt werden. Unterdessen untersagte der Genueser Richter Alvaro Vigotti dem Fußballverband, einen verbindlichen Spielplan für die kommende Saison festzulegen und damit Fakten zu Ungunsten des FC Genua zu schaffen.[11]
- Karlsruhe/Deutschland: Im Bundesverfassungsgericht in Karlsruhe begann heute die mündliche Verhandlung über die Organstreitverfahren zweier Bundestagsabgeordneter gegen die Auflösung des Bundestages durch Bundespräsident Horst Köhler am 21. Juli 2005.[12]
- Moskau/Russland: Der inhaftierte Ölunternehmer Michail Chodorkowski muss sich die Gefängniszelle künftig mit zehn weiteren Insassen teilen. Chodorkowski, einst der reichste Mann in Russland, sei am Dienstag in eine Gemeinschaftszelle verlegt worden und verfüge nicht mehr über Fernsehen oder Zeitungen, teilen Vertraute mit. Das Gefängnis Matrosenruhe nannte keine Begründung für die veränderten Haftbedingungen.  Gerüchte besagen, er habe im Gefängnis den Präsidenten Russlands Wladimir Putin kritisiert.
- Rio de Janeiro/Brasilien: Größter Bankraub in der Geschichte Brasiliens. Rund 150 Millionen Real (ca. 55 Millionen Euro) Beute. (= 3,5 t Geldscheine). Vor drei Monaten haben sechs bis zehn Männer ein Haus in der Nähe der Bank gemietet. Nachdem das Haus renoviert war, eröffneten die Männer einen Gartenfachmarkt. So wunderte es die Anwohner auch nicht weiter, dass regelmäßig Erde aus dem Haus abtransportiert wurde. Renovierung und Geschäft dienten den Mietern jedoch nur als Vorwand, um einen 70 Meter langen Tunnel zur Bank zu graben.

### Mittwoch, 10. August 2005
- Basel/Schweiz: Im Qualifikationshinspiel der Championsleague zwischen Bremen und Basel unterliegt die deutsche Mannschaft, trotz Klose-Tor, 2 zu 1.
- New York/Vereinigte Staaten: Die Schmiergeldaffäre um das frühere UN-Hilfsprogramm für den Irak Öl für Lebensmittel weitet sich aus. Etwa 2.000 Unternehmen sollen UN-Beamte, darunter den Leiter des Programms, Benon Sevan, sowie den UNO-Beamten Alexander Nikolajewitsch Jakowlew, bestochen haben, um bevorzugt behandelt zu werden. Die eingesetzte Untersuchungskommission informiert die betroffenen Firmen über die Vorwürfe und bietet Gelegenheit zur Stellungnahme. An dem Hilfsprogramm waren etwa 4.500 Unternehmen beteiligt.[13]
- Tallinn/Estland: Ein Hubschrauber vom Typ Sikorsky S-76 mit 14 Insassen ist 5 km vor der Küste von Estland ins Meer gestürzt. Die Insassen sind in ca. 50 Meter Tiefe im Wrack eingeschlossen, es besteht kaum Hoffnung auf Überlebende. Als Unfallursache werden starke Winde von über 90 km/h vermutet. Neben den zwei finnischen Piloten waren 6 Passagiere aus Finnland, 4 aus Estland und zwei US-Bürger an Bord.

### Donnerstag, 11. August 2005
- Paris/Frankreich: Als Teil ihres Programms gegen die Arbeitslosigkeit hat Frankreichs Regierung nun die Lockerung des Kündigungsschutzes bei Betrieben bis 20 Personen beschlossen. Die Regelung sieht vor, dass diese Betriebe Mitarbeiter mit einer Probezeit von zwei Jahren einstellen können und in der Probezeit das Vertragsverhältnis ohne Angabe von Gründen jederzeit kündigen können.[14]

### Freitag, 12. August 2005
- Augsburg/Deutschland: Der Ex-Staatssekretär Ludwig-Holger Pfahls wurde vom Landgericht Augsburg der Vorteilsannahme und Steuerhinterziehung schuldig gesprochen und zu 2 Jahren und 3 Monaten Haft verurteilt. Damit folgte das Gericht dem Antrag der Staatsanwaltschaft. Pfahls hatte gestanden, vom Waffenlobbyisten Karlheinz Schreiber ca. 2 Mio. Euro Schmiergeld angenommen und nicht versteuert zu haben. Die längere Untersuchungshaft wird dabei angerechnet.
- Cape Canaveral/Vereinigte Staaten: Die NASA-Sonde Mars Reconnaissance Orbiter startet. Sie soll nach Spuren von Wasser auf dem Mars suchen und Landeplätze für zukünftige Marsmissionen ermitteln. Eine hochauflösende Kamera soll die erste vollständige Karte vom Mars ermöglichen. Ihr Ziel soll die Sonde Anfang 2006 erreichen.
- Colombo/Sri Lanka: Bei einem Anschlag wird Sri Lankas Außenminister Lakshman Kadirgamar getötet. Der laufende Waffenstillstand gilt damit als hochgradig gefährdet.[15]
- Köln/Deutschland: Es beginnen die Vorbereitungen für den Weltjugendtag. 27.000 freiwillige Helfer sind bereits vor Ort.
- Regensburg/Deutschland: In Barbing bei Regensburg kommt es zu einer Bombenexplosion. Nach Ermittlungen des LKA handelt es sich um einen 67-jährigen Mann aus München, der einen Anschlag auf einen türkischen Staatsangehörigen geplant hatte. Bei dem Versuch, eine Rohrbombe am Auto des Türken anzubringen, hat sich der Attentäter selbst in die Luft gesprengt. In der Barbinger Wohnung sowie in einer Wohnung in München wurden weitere Sprengsätze gefunden. Die Ermittlungen dauern an.
- Singapur/Singapur: Ölpreis erreicht neues Rekordniveau. Der Preis für ein Barrel Rohöl kletterte auf den Spitzenwert von 66,11 US-Dollar. Mit neuen Benzinpreis-Rekorden ist laut ADAC zu rechnen.

### Sonntag, 14. August 2005
- Griechenland: Eine Boeing 737 mit 121 Insassen der zyprischen Fluggesellschaft Helios Airways auf dem Flug von Larnaka nach Athen stürzte nahe Athen ab. Wahrscheinliche Absturzursache ist ein Defekt an der Klimaanlage, die einen Sauerstoffmangel im gesamten Flugzeug zur Folge hatte. Siehe Helios-Airways-Flug 522.

### Montag, 15. August 2005
- Irak: Um Mitternacht endet die in der Übergangsverfassung vorgesehene Frist zur Verabschiedung einer neuen irakischen Verfassung durch die im Januar 2005 gewählte Nationalversammlung.
- Israel: Um Mitternacht endet das Ultimatum an die jüdischen Siedler zur freiwilligen Räumung des Gazastreifens.

### Dienstag, 16. August 2005
- Afghanistan: Im Norden Afghanistans kommen 17 spanische Militärangehörige bei einem Hubschrauberabsturz ums Leben.
- Japan: Ein Erdbeben der Stärke 7,2 erschüttert den Norden Japans. Das Epizentrum liegt etwa 80 km vor der Ostküste der Hauptinsel Honshū. Mindestens 50 Personen werden verletzt.
- Taizé/Frankreich: Frère Roger, der 90-jährige Gründer der ökumenischen Ordensgemeinschaft Taizé, wird während eines Gottesdienstes von einer vermutlich geisteskranken 36-jährigen Frau aus Rumänien mit einem Messerschnitt durch die Kehle tödlich verletzt.[16]
- Venezuela: West-Caribbean-Airways-Flug 708 stürzte im Westen Venezuelas ab. Es kommen 160 Personen ums Leben. Die Passagiere waren überwiegend Franzosen.

### Mittwoch, 17. August 2005

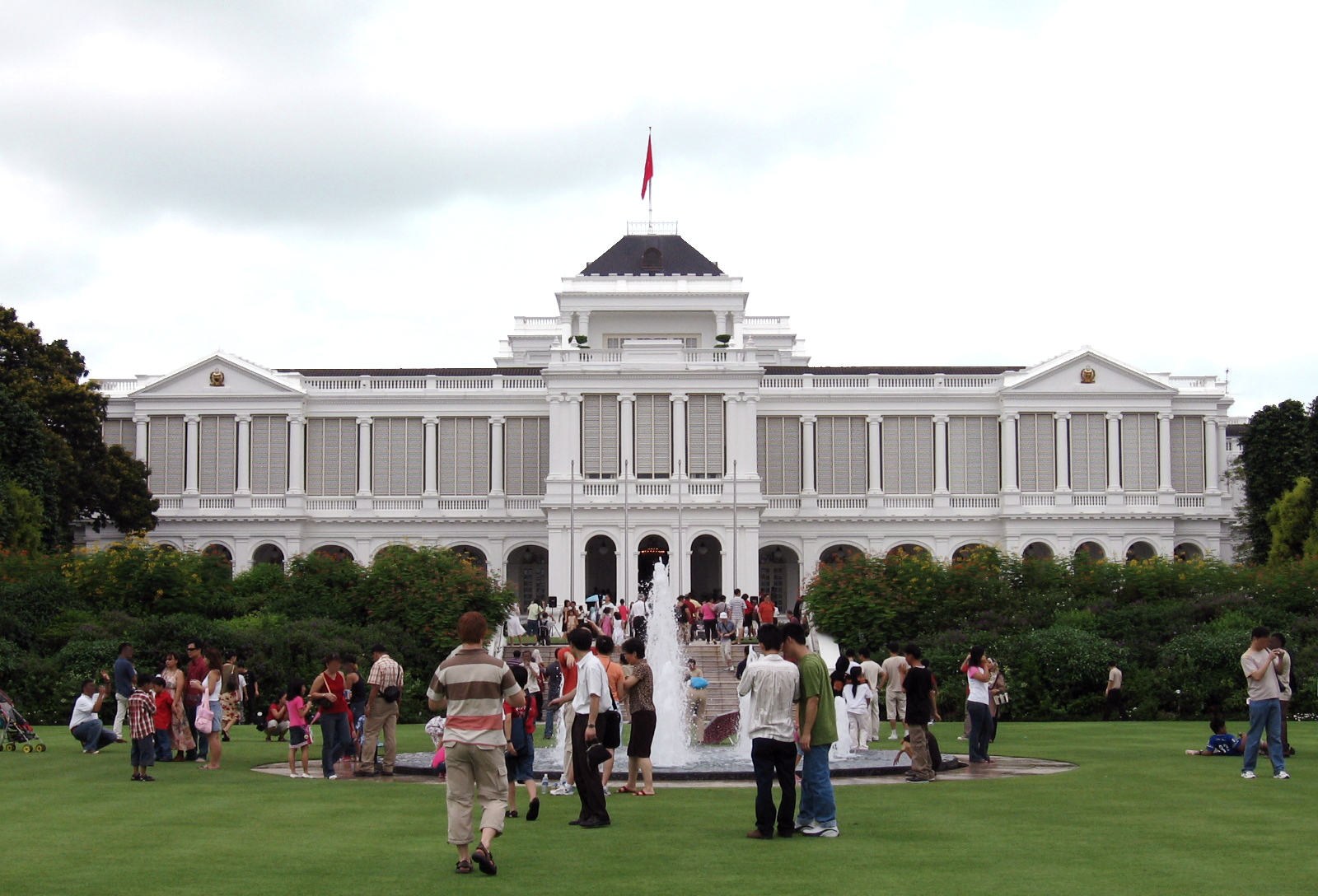
Präsidentenpalast in Singapur

- Bangladesch: Im ganzen Land explodieren nahezu zeitgleich annähernd 500 Sprengsätze. Die islamistische Terrororganisation Jamaat-ul-Mujahideen Bangladesh bekennt sich zu den Anschlägen.
- Jerusalem/Israel: Während der gewaltsamen Räumung der jüdischen Siedlungen im Gazastreifen hat ein Siedler im Westjordanland am Mittwoch vier Palästinenser durch Schüsse tödlich verletzt. Einer der verletzten Palästinenser, die von dem 40-jährigen Siedler attackiert worden waren, erlag am Abend seinen Verletzungen. Bereits zuvor waren drei Palästinenser gestorben, auf die der Siedler geschossen hatte. Er hatte in der Siedlung Schilo die Schnellfeuerwaffe eines Wächters an sich gerissen und damit gezielt auf Palästinenser gefeuert.
- Pakistan: Im Himalaya wurden schon vor ein paar Wochen Überreste der Leiche von Günther Messner gefunden, der im Juni 1970 am Nanga Parbat tödlich verunglückte. Verschiedenen Berichten zufolge identifizierte sein angereister Bruder Reinhold nach eigenen Angaben dessen Schuhe und Jacke.
- Serbien und Montenegro: In der Teilrepublik Serbien wird nach fast anderthalb Jahren der mutmaßliche Bombenleger von Madrid, der 22-jährige Marokkaner Abdelmajid Boucha, festgenommen.
- Singapur/Singapur: Die Wahlberechtigten wählen Amtsinhaber Sellapan Ramanathan für weitere sechs Jahre zum Präsidenten.[17]
- Taizé/Frankreich: Der Deutsche Frère Alois trifft in dem kleinen Ort Taizé ein, um die Nachfolge des gestern ermordeten Frères Roger als Prior der Ordensgemeinschaft von Taizé anzutreten. Die Staatsanwaltschaft teilt mit, von einer Unterbringung der Attentäterin in einer Psychiatrie abzusehen, denn die Frau sei entgegen früherer Meldungen nicht in besonderem Maße psychisch auffällig.[18]

### Donnerstag, 18. August 2005

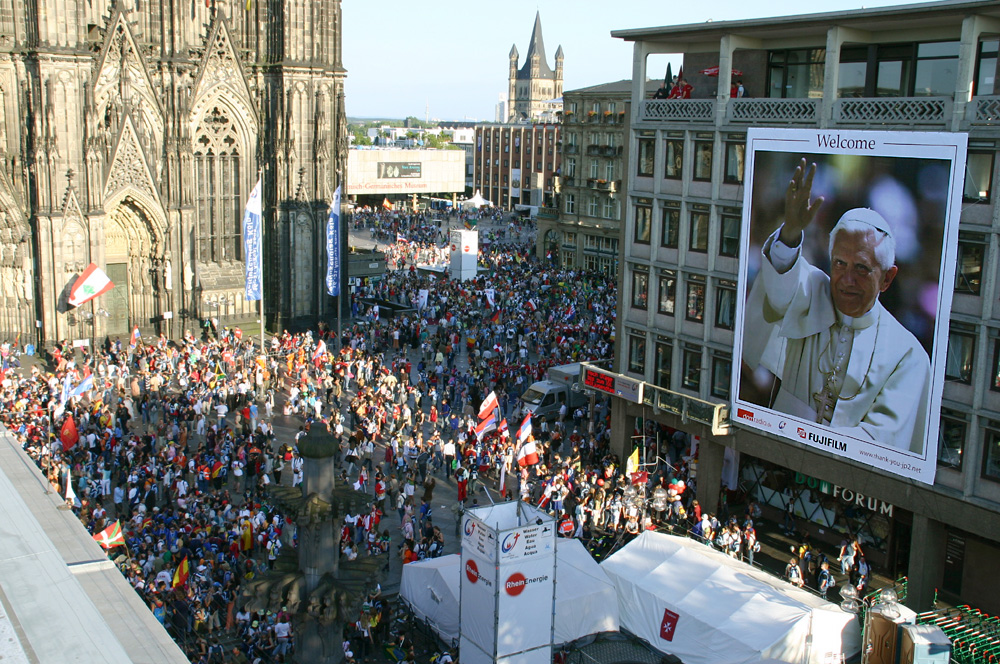
Weltjugendtag in Köln

- Gazastreifen/Palästinensische Autonomiegebiete: Nach über 30-stündigen Verhandlungen haben israelische Sicherheitskräfte beim Abzug aus dem Gazastreifen die Hochburgen radikaler Siedler geräumt.
- Köln/Deutschland: Papst Benedikt XVI. landet in Köln und beginnt seinen Besuch beim Weltjugendtag 2005.[19]
- Medina/Saudi-Arabien: Der meistgesuchte Terrorist Saudi-Arabiens, der mutmaßliche Al-Qaida-Chef Saleh al-Aufi, wird in der heiligen Stadt Medina von Polizeikräften erschossen. Dies gibt der arabische Fernsehsender Al-Arabiya bekannt.[20]

### Freitag, 19. August 2005
- Bujumbura/Burundi: Das Parlament Burundis wählt den Chef der früheren Rebellengruppierung CNDD-FDD Pierre Nkurunziza zum neuen Präsidenten.
- Köln/Deutschland: Nach seinem Meinungsaustausch mit Bundespräsident Horst Köhler in der Villa Hammerschmidt in Bonn nahm das Oberhaupt der katholischen Kirche an einem Festakt in der Kölner Synagoge zur Feier des abendlichen Sabbat-Beginns teil. Paul Spiegel, Präsident des Zentralrats der Juden in Deutschland, wertete den Besuch von Benedikt XVI. in der Synagoge als historisches Ereignis, wie Spiegel der Düsseldorfer Rheinischen Post mitteilte.
- Vereinigte Staaten: Der US-Pharmakonzern Merck ist im Zuge des Vioxx-Skandals zu einer Schmerzensgeldzahlung von 253,4 Millionen US-Dollar verurteilt worden. Dies verkündete heute ein texanisches Geschworenengericht. Das Schmerzmittel Vioxx hatte in den USA mehrere Todesfälle ausgelöst. Dieses Urteil ist das erste im Zuge dieser Affäre; weitere Prozesse stehen noch aus. Im vorliegenden Falle war ein 59-jähriger Patient nach der Einnahme von Vioxx an einem plötzlichen Herzanfall gestorben. Die Schadenssumme geht nun an dessen Witwe. Die Firma Merck legte allerdings Berufung ein.

### Samstag, 20. August 2005
- Jerusalem/Israel: Der Gaza-Rückzug ist derzeit, wegen des Sabbats, ausgesetzt worden. Vier der insgesamt 21 inzwischen widerrechtlichen Siedlungen sind noch immer nicht vollständig von israelischen Siedlern geräumt worden. Eine geplante Zerstörung der Häuser im Gazastreifen soll aber innerhalb von zwei Monaten abgeschlossen werden. Die Kosten dafür werden auf umgerechnet 370 Millionen Euro geschätzt. Bis Freitag hatte die israelische Armee 18 Siedlungen zum Teil geräumt. Die verbleibenden Siedlungen Azmona, Katif und Netzarim sollen noch evakuiert werden.
- Lissabon/Portugal: Da in Portugal mehr als 50 Waldbrände wüten, die mehrheitlich durch Brandstiftung verursacht wurden, ergehen an den Nachbar Spanien und die Europäische Union offizielle Hilferufe.
- Omsk/Russland: In der Nähe der sibirischen Stadt Omsk gibt es die ersten Fälle von Vogelgrippe H5N1 in einer großen Geflügelfarm.
- Quito/Ecuador: Im Konflikt um die Blockade der Erdölförderung hat Staatspräsident Alfredo Palacio den General im Ruhestand Oswaldo Jarrín zum neuen Verteidigungsminister ernannt. Er soll verstärkt gegen die Demonstranten vorgehen, die seit mehreren Tagen die Erdölförderanlagen in den Provinzen Sucumbíos und Orellana besetzen, um eine gerechtere Verteilung der Öleinnahmen zu erzwingen.

### Sonntag, 21. August 2005
- Boston/Vereinigte Staaten: Die Rolling Stones starten ihre 31. Welttournee mit dem Namen „A Bigger Bang“ vor 30.000 Fans.
- Gaza/Palästinensische Autonomiegebiete: Jüdische Siedler, die weiterhin in Gaza leben wollen, können gerne bleiben – wenn sie bereit sind, als Gleichberechtigte und unter palästinensischem Gesetz zu leben. Das sagt Diana Buttu, Beraterin der Autonomiebehörde, im Gespräch mit der Netzeitung.
- Köln/Deutschland: Papst Benedikt XVI. hält anlässlich des XX. Weltjugendtages in Köln auf der Ebene von Marienfeld die Hl. Messe mit 1,2 Millionen Gläubigen.
- Palma/Spanien: Eine unfreiwillige Nacht in einer Zelle der Polizeiwache von Palma de Mallorca musste die Moderatorin Arabella Kiesbauer verbringen. Sie droht in der BamS, die spanischen Sicherheitskräfte wegen Körperverletzung und sexueller Belästigung anzuzeigen. Originalton über ihre Festnahme: „Ein Polizist stieß mich zu Boden. Dann drehte er mir die Arme nach hinten und legte mir Handschellen an. Die zog er so eng zu, dass sie mir die Haut aufscheuerten. Mein Körper ist von Blutergüssen übersät.“
- Angeblich im Archiv des Lorentz-Institut der niederländischen Universität Leiden fand der Student Rowdy Boeyink ein Originalmanuskript von Albert Einstein. Das nicht namentlich gekennzeichnete handschriftliche Manuskript hat den Titel „Quantentheorie des einatomigen idealen Gases – Zweite Abhandlung“, ist datiert auf den Dezember 1924, und wurde veröffentlicht im Januar 1925 in den Sitzungsberichten der Preußischen Akademie der Wissenschaften. Es sagt einen Effekt voraus, der heute Bose-Einstein-Kondensation heißt und erst 1995 experimentell nachgewiesen werden konnte: Eric A. Cornell, Wolfgang Ketterle und Carl E. Wieman erhielten dafür 2001 den Nobelpreis für Physik.[21]

### Montag, 22. August 2005
- Gazastreifen/Palästinensische Autonomiegebiete: Sämtliche jüdischen Siedler haben am Montag nach Angaben der Polizei den Gazastreifen verlassen. Dies teilte ein israelischer Polizeisprecher am Abend in Jerusalem mit. Als letzte der 21 Siedlungen im Gazastreifen war Netzarim geräumt worden. Die Räumungsaktion hatte am 17. August begonnen und war eigentlich auf drei Wochen angesetzt gewesen. Es war das erste Mal, dass Israel besetztes palästinensisches Gebiet verlassen hat.
- Jerusalem/Israel: Der israelische Ministerpräsident Ariel Scharon will trotz internationaler Kritik jüdische Siedlungen im besetzten Westjordanland ausbauen: „In den Siedlungsblöcken wird gebaut“, zitierte ihn heute die Jerusalem Post. Der Siedlungsausbau im Westjordanland widerspricht indes dem Nahost-Friedensplan, der so genannten Road Map.[22]
- Leipzig/Deutschland: Die vierte Games Convention, Europas größter Messe für Computer- und Videospiele in Leipzig, erzielte eine Rekordbesucherzahl von rund 134.000 Besuchern, trotz des Weltjugendtages in Köln von Donnerstag bis Sonntag.
- London/Vereinigtes Königreich: Brasilien entsendet eine Delegation nach London, um Klarheit über die Umstände des gewaltsamen Tods von Jean Charles de Menezes zu erlangen. Zivilpolizisten töteten de Menezes am 22. Juli in der Londoner U-Bahn mit mehreren Schüssen in den Kopf. Videoaufzeichnungen und Zeugenaussagen, die auch in TV-Berichten veröffentlicht wurden, widersprechen den ursprünglichen Angaben der Polizei zum Hergang des Geschehens.[23]

### Dienstag, 23. August 2005
- Bayern/Deutschland, Österreich, Schweiz: Die anhaltenden Regenfälle führten in den Alpengebieten zu Überschwemmungen, die bisher mindestens vier Todesopfer forderten. Vielerorts sind die Hochwassermarken der Jahrhundertflut von 1999 bereits überschritten. Teile der Schweizer Hauptstadt Bern sind überflutet. In Augsburg droht die im Bau befindliche „Lechbrücke“ einzustürzen. Im Grenzbereich zwischen Tirol und Bayern ist die Inntalautobahn A12 wegen Einsturzgefahr einer Brücke bei Kufstein gesperrt. In den Landkreisen Garmisch-Partenkirchen und Oberallgäu sowie in den Gemeinden Bad Tölz, Weilheim-Schongau, Kempten, Wolfratshausen, Augsburg und Neu-Ulm ist Katastrophenalarm ausgelöst. Die Zugverbindungen zwischen Vorarlberg und dem Land Tirol sind gestrichen, zudem brachen sowohl das Festnetz als auch das Mobiltelefonnetz in Vorarlberg zusammen.[24]
- Karlsruhe/Deutschland: Das Bundesverfassungsgericht hat die Beratungen zu dem Organstreitverfahren gegen den Bundespräsidenten wegen der Entscheidung zur Auflösung des Bundestags vom 21. Juli 2005 und der damit verbundenen vorgezogenen Neuwahl des Bundestags am 18. September begonnen und eine Entscheidung bis Ende der Woche in Aussicht gestellt.
- Paris/Frankreich: Laut der Zeitung L’Équipe war der US-Straßenradsport-Profi Lance Armstrong bei seinem Tour-de-France-Sieg 1999 mit dem verbotenen Mittel EPO gedopt. Dies sei das Ergebnis von nachträglichen Urin-Untersuchungen im Jahr 2004, für die fünf Jahre zuvor eingefrorener Urin herangezogen wurde.[25]

### Mittwoch, 24. August 2005
- Bayern/Deutschland: Beim Hochwasser in den Voralpen entspannt sich zusehends die Lage, flussabwärts steigen die Wasserstände. In Neu-Ulm an der Donau wird eine Klinik komplett, ein Seniorenheim teilweise evakuiert, erste Dammbrüche an der Iller zeichnen sich ab. Auch in Landshut, Bad Tölz, Regensburg und Passau bleibt die Lage derzeit weiter kritisch.

### Donnerstag, 25. August 2005
- Karlsruhe/Deutschland: 10.05 Uhr verkündet das Bundesverfassungsgericht, dass die vorgezogene Wahl zum 16. Bundestag wie von Bundespräsident Horst Köhler angeordnet am 18. September stattfinden kann. Die Klagen der Abgeordneten Jelena Hoffmann (SPD) und Werner Schulz (Grüne) weist das Gericht mit sieben zu einer Stimme ab und erklärt Vertrauensfragen auch dann für zulässig, wenn der Bundeskanzler auf diesem Weg die Auflösung des Parlaments erreichen will, anstatt die aktuelle Regierung weiterzuführen.[26]
- Oakland/Vereinigte Staaten: Der jährlich berechnete Welterschöpfungstag der Nichtregierungsorganisation Global Footprint Network fällt erstmals auf einen Tag im Monat August. Am heutigen Tag hat die Menschheit dem Planeten Erde im laufenden Jahr so viele Rohstoffe entnommen, wie sie ihm binnen eines Jahrs entnehmen kann, um dauerhaft von den Ressourcen des Planeten leben zu können.[27]

### Freitag, 26. August 2005

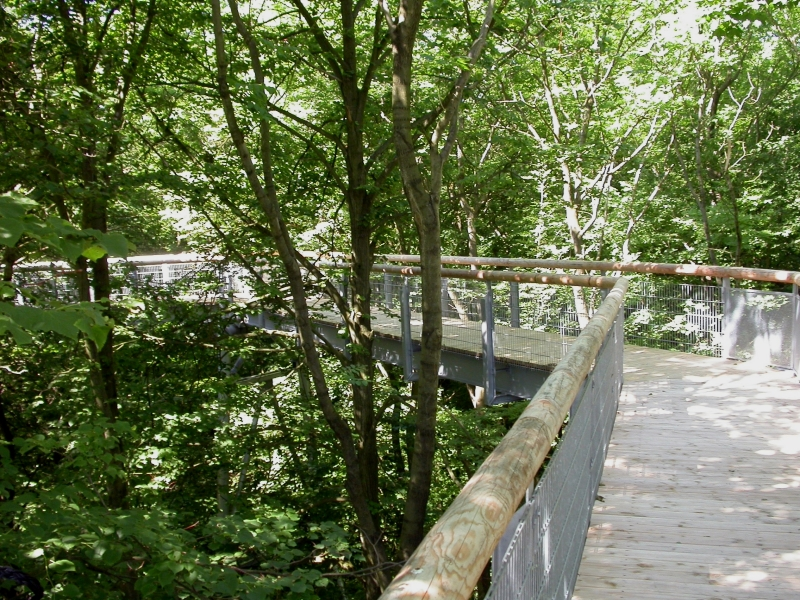
Baumkronenpfad im Nationalpark Hainich

- Hainich/Deutschland: In Thüringen wird der Baumkronenpfad im Nationalpark Hainich nach elfmonatiger Bauzeit für das Publikum geöffnet.[28][29]
- New York/Vereinigte Staaten: Der Weltsozialbericht 2005 des UN-Sekretariats für Wirtschaftliche und Soziale Angelegenheiten (DESA) spricht davon, dass trotz beispiellosem Wirtschaftswachstum in einigen Ländern ein großer Teil der Menschen in einer „Ungleichheitsfalle“ stecke.[30]
- Washington, D.C./Vereinigte Staaten: Das US-Militär macht die Reduzierung seiner Truppenstärke im Irak von der Reaktion der sunnitischen Minderheit auf die neue irakische Verfassung abhängig. Der Oberkommandierende im Irak, US-General John Vines, sagte dem US-Fernsehsender ABC, wenn die Sunniten sich von der Teilhabe an der Macht ausgeschlossen fühlten, erwarte er die verstärkte Fortsetzung des bewaffneten Widerstands. Eine der wichtigsten Voraussetzungen für den US-Truppen-Abzug sei aber die Sicherheitslage im Land. Es sei daher „lebenswichtig“ für den Irak, eine effektive Verfassung zu haben und ein reibungsloses Referendum darüber abzuhalten.

### Samstag, 27. August 2005

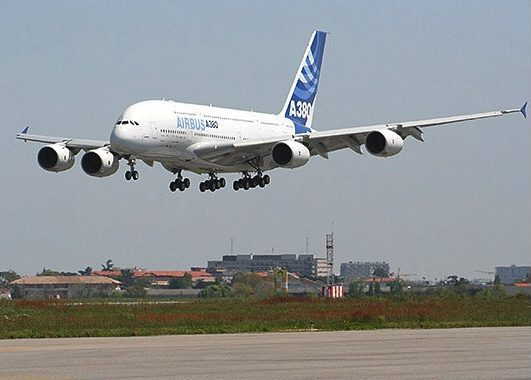
Landung des Airbus A380 nach dem Jungfernflug (April)

- Bagdad/Irak: In der bislang umfangreichsten Gefangenenentlassung hat die US-Armee im Irak rund tausend Häftlinge aus dem berüchtigten Gefängnis Abu Ghraib bei Bagdad auf freien Fuß gesetzt. Die Iraker seien nach gründlicher Überprüfung der einzelnen Fälle zwischen Donnerstag und Samstag entlassen worden, teilte die US-Armee mit. Alle hätten sich zu ihren Taten bekannt, der Gewalt abgeschworen und gelobt, „gute Bürger eines demokratischen Irak zu sein“. Unter den Freigelassenen sei niemand, dem schwere Verbrechen wie „Bombenanschläge, Folter, Entführung oder Mord“ vorgeworfen würden.
- Berlin/Deutschland: Bundesfinanzminister Hans Eichel (SPD) rechnet für 2005 mit einem Staatsdefizit von 3,7 Prozent des deutschen Bruttoinlandsproduktes. Diesen Wert werde Eichel am kommenden Mittwoch an die EU-Kommission in Brüssel melden, berichtete die „Welt am Sonntag“, unter Berufung auf Regierungskreise. Im März hatte Eichel, bei seiner letzten Halbjahresmeldung, demnach noch ein Minus bei Bund, Ländern, Gemeinden und Sozialversicherungen von nur 2,9 Prozent prognostiziert. Die Verschlechterung führen Eichels Experten laut „Welt am Sonntag“ vor allem auf die schleppende Konjunktur zurück, die geschätzte Steuereinnahmen geringer und die Ausgaben für die Arbeitslosigkeit höher ausfallen ließen.
- Hamburg/Deutschland: Das neue Airbus-Modell A 380 erreicht gegen 15 Uhr Hamburg und umkreist mehrere Male das Airbuswerk in Finkenwerder. Das größte Passagierflugzeug der Welt landet jedoch nicht, sondern simuliert nur einen Landeanflug. Anlass des Besuchs ist der Familientag bei Airbus. Nach circa 20 Minuten kehrt das Flugzeug nach Toulouse, Frankreich, zurück.[31]
- Washington, D.C./Vereinigte Staaten: US-Generalstabschef Richard Myers hat sich besorgt über die schwindende Unterstützung der US-Öffentlichkeit für den Krieg im Irak gezeigt. Während die US-Soldaten im Einsatz hoch motiviert seien, fragten sie sich gleichzeitig, was derzeit in den USA vor sich gehe, sagte Myers am Freitag (Ortszeit) in Washington. Die Truppen wollten die Gewissheit haben, dass sie auch zu Ende bringen könnten, was sie „vor vier Jahren“ begonnen hätten. Es gebe eine „wachsende Kluft“ zwischen der Wahrnehmung der US-Öffentlichkeit und den Vorgängen in den Kriegsgebieten. Das wichtigste in Kriegszeiten seien „Wille und Entschlossenheit“ der US-Bürger.

### Sonntag, 28. August 2005
- New Orleans/Vereinigte Staaten: Die amerikanische Stadt New Orleans wird vom Hurrikan Katrina bedroht und daher vollständig evakuiert. Die gesamten Ausmaße des Hurrikan Katrina übersteigen die Fläche Deutschlands. Die Einwohner sollen sich im Landesinnern von Louisiana in Sicherheit bringen. Für Montag wird mit Überflutungen gerechnet. Die Touristen, die sich derzeit in der Stadt befinden, haben kaum noch Aussicht auf Mietwagen oder Flüge und müssen deshalb nicht selten in den oberen Etagen der Hotels ausharren und hoffen, dass sie den Sturm dort mit heiler Haut überstehen.

### Montag, 29. August 2005
- Berlin/Deutschland: Überweisungen des Arbeitslosengelds II werden auf den Letzten des Monats verschoben.
- Kabul/Afghanistan: Erstmals seit dem Sturz des Taliban-Regimes ist die Opium-Produktion in Afghanistan in diesem Jahr gesunken. Die Anbaufläche sei im Vergleich zu 2004 um 21 Prozent zurückgegangen, der Gesamtertrag um 2,4 Prozent, sagte der UN-Beauftragte Antonio Maria Costa der Nachrichtenagentur AFP in Kabul. Dennoch bleibe Afghanistan mit einem Weltmarktanteil von 87 % der Hauptproduzent von Opium, aus dem Heroin gewonnen wird. Die Anbaufläche von Opium in Afghanistan hatte noch 2004 um 64 % zugenommen, die Menge des Opiums um 15 %. Die Zahlen beruhen auf Hochrechnungen, für die 2.200 Dörfer besucht und Satellitenbilder ausgewertet wurden.
- Louisiana/Vereinigte Staaten: Der Hurrikan Katrina hat New Orleans erreicht, die Lichter gehen aus. Circa 10.000 Menschen sind im Louisiana Superdome von New Orleans untergekommen. Der US-Präsident George W. Bush hat in einer Rede die Amerikaner aufgerufen, für die Bewohner der vom Hurrikan betroffenen Regionen zu beten.
- Oschersleben/Deutschland: Der italienische Motorsportler Alessandro Zanardi gewinnt erstmals nach dem Verlust seiner beiden Beine vom Knie abwärts ein Tourenwagen-Rennen. Im BMW 320i entscheidet er das 14. Rennen der Tourenwagen-Weltmeisterschaft 2005 für sich.[32]

### Dienstag, 30. August 2005
- Mainz/Deutschland: Der Haftbefehl gegen den ehemaligen Rüstungsstaatssekretär Ludwig-Holger Pfahls ist nach Angaben seines Anwalts Volker Hoffmann am Dienstag vom Augsburger Landgericht aufgehoben worden. Wie Hoffmann in Mainz mitteilte, soll Pfahls am Donnerstag vorzeitig aus der Haftanstalt entlassen werden. Das Landgericht entsprach damit einem Antrag der Pfahls-Verteidigung auf Haftverschonung.
- Tene Omarim/Palästinensische Autonomiegebiete: Einwohner einer jüdischen Siedlung im Westjordanland haben selbst um ihre Evakuierung gebeten. Mehr als 80 Prozent der Siedler in Tene Omarim in der Nähe von Hebron unterzeichneten einen Brief, in dem sie die Regierung um die Räumung der Siedlung und entsprechende Entschädigung bitten, wie der staatliche israelische Rundfunk am Dienstag den Siedlervertreter Elieser Wieder zitierte. Tene Omarim liegt isoliert im äußersten Süden des Westjordanlandes. Wieder sagte, die israelische Sperranlage zum Westjordanland umschließe die Siedlung nicht. Die Siedler seien aber „nicht gekommen, um Palästinenser zu werden“. Die Häuser der Siedlung seien inzwischen nicht mehr zu verkaufen.

### Mittwoch, 31. August 2005
- Ankara/Türkei: Der türkische Außenminister Abdullah Gül hat den CDU-Vorschlag einer „privilegierten Partnerschaft“ der Türkei mit der Europäischen Union (EU) als „illegitim und unmoralisch“ bezeichnet. Gül zeigt sich zuversichtlich, dass die Beitrittsverhandlungen der Türkei mit der EU wie geplant am 3. Oktober beginnen werden.
- Brüssel/Belgien: Die EU-Kommission hat die Türkei am Mittwoch aufgefordert, das Ende Juli unterzeichnete Zollunions-Protokoll vollständig umzusetzen. Ankara müsse vor allem auch zyprischen Schiffen die Benutzung türkischer Häfen erlauben, sagte die Sprecherin von Erweiterungskommissar Olli Rehn in Brüssel.

## Weblinks

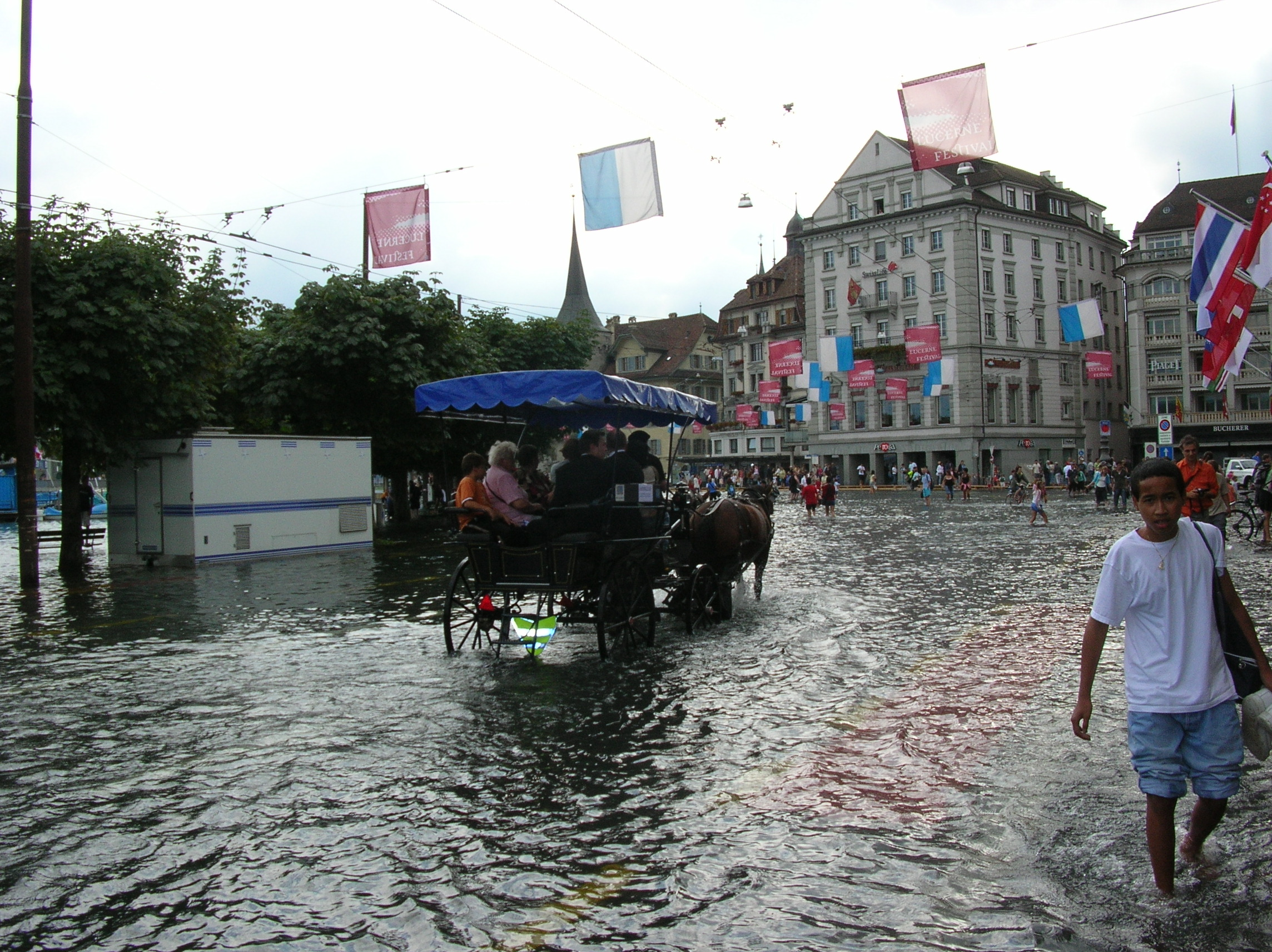
Kanton Luzern im August 2005